# Moara (objet magique)
Pour les articles homonymes, voir Moara (homonymie).

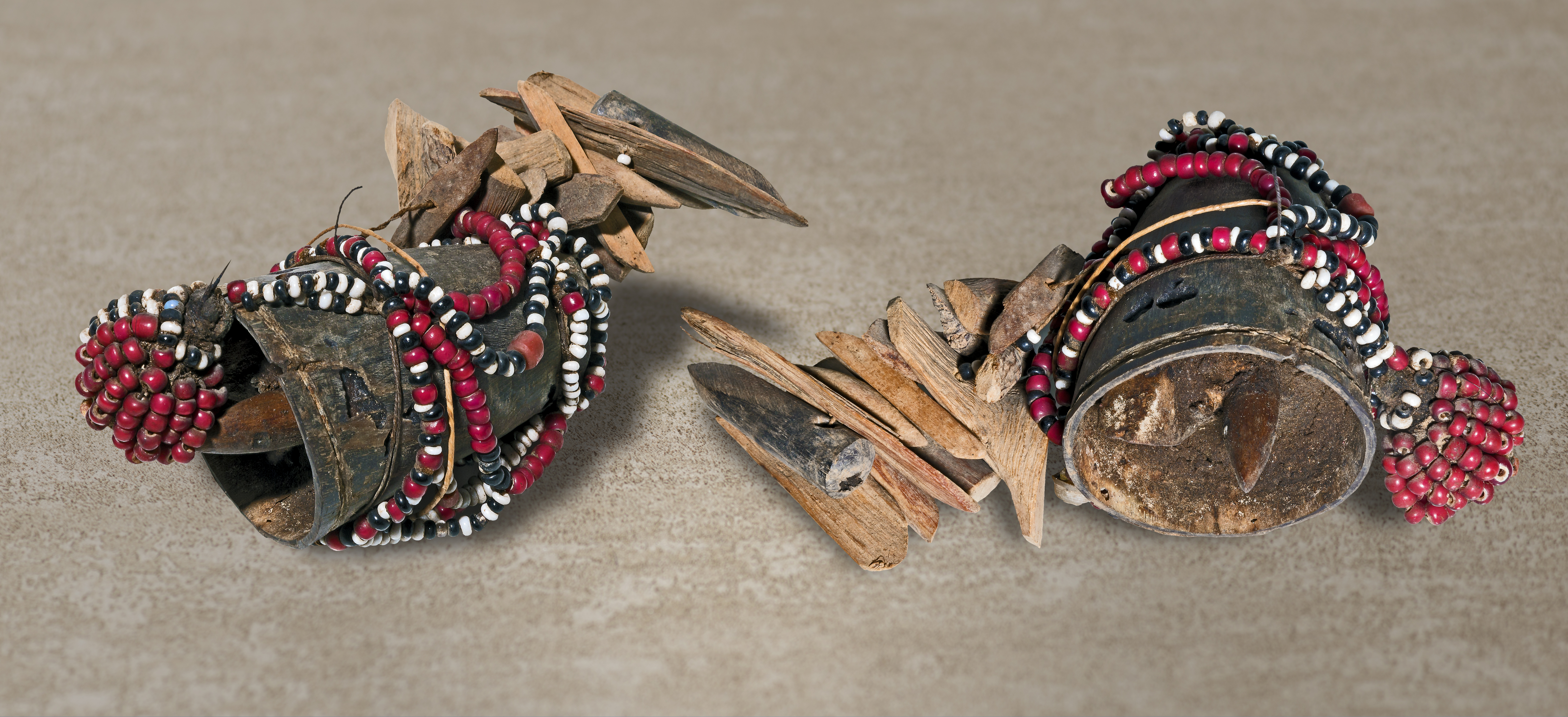
Mohara Ody, fait de cornes de Zébu, de racine, de perles et de bois.
(Muséum de Toulouse, collection Gustave Julien)

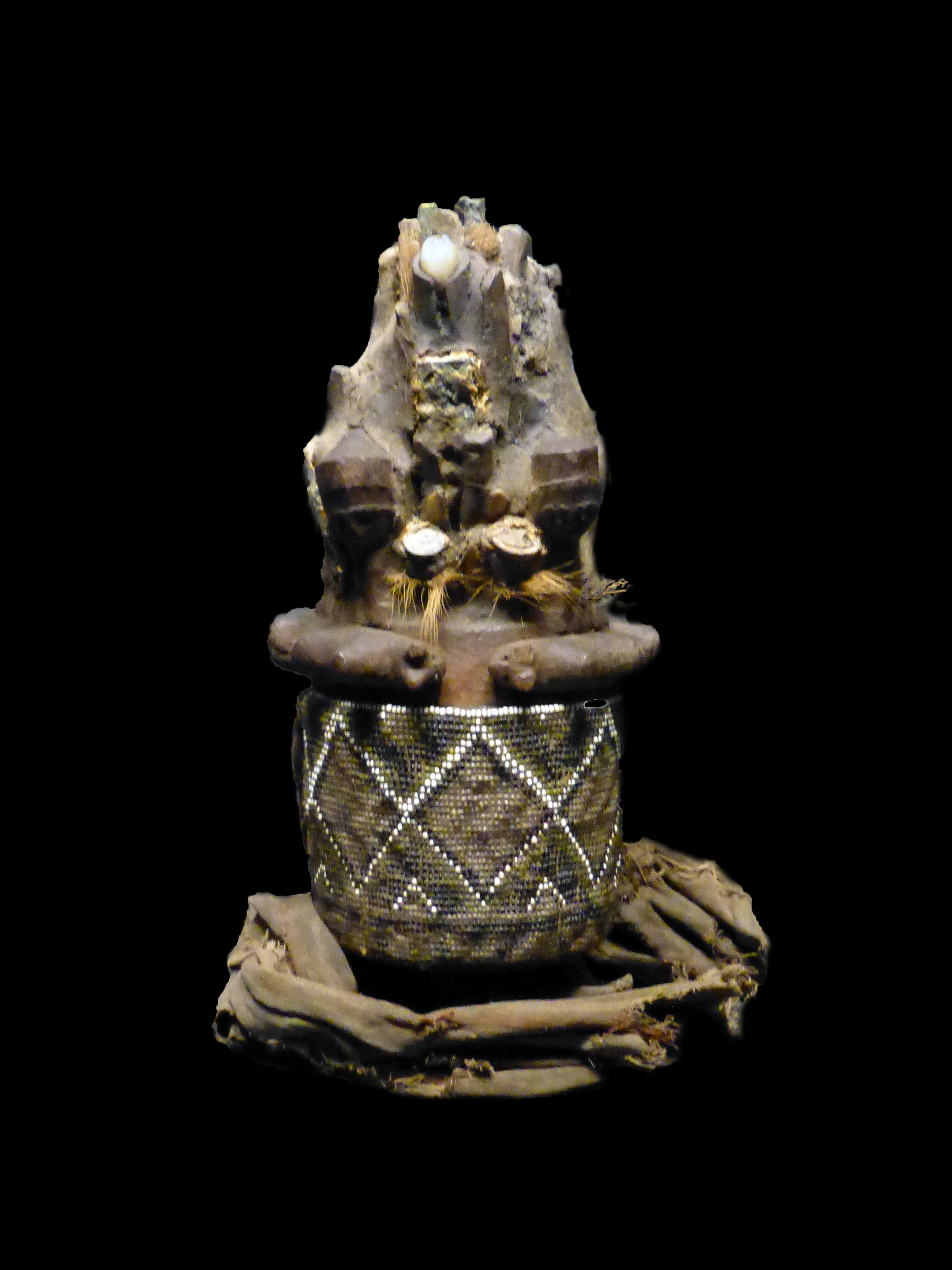
Mohara Sakalava
(Musée du quai Branly).

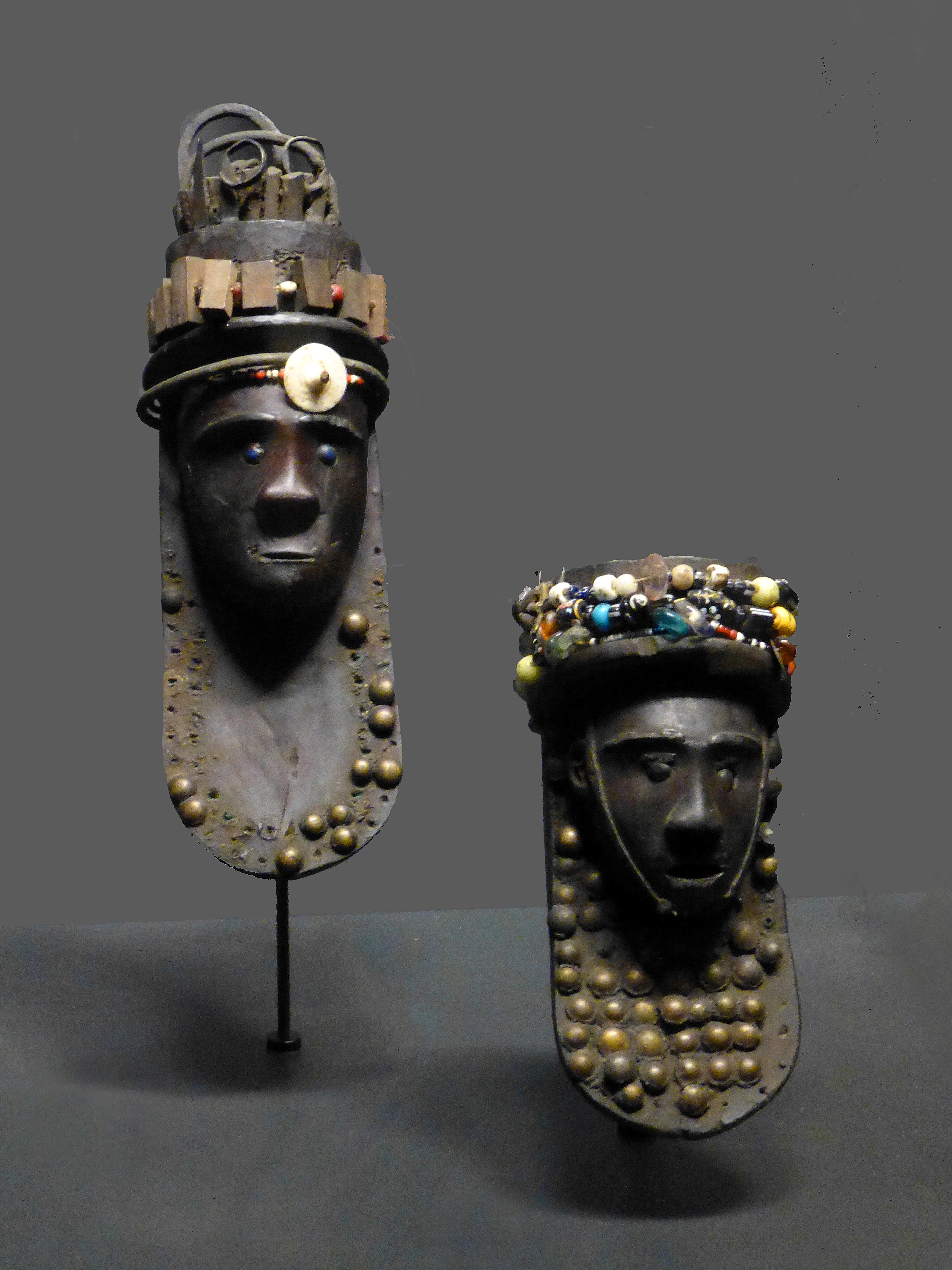
Mohara Bara
(Musée du quai Branly).

Un moara, mohara ody, ou sampy, est un objet magique originaire de la région Ouest et Sud-ouest de Madagascar, dont la fonction principale selon les croyances est de protéger son porteur. Ils sont créés par les ombiasy (sorciers guérisseurs) au cours de rituels religieux spéciaux hérités des ancêtres,.
Ces objets fabriqués à partir de matériaux naturels variés ont occupé une place importante parmi de nombreuses communautés malgaches pendant des siècles. Le nom de sampy a été donné à ces amulettes qui, bien que visuellement indiscernables des ody, étaient distinctes en ce que leurs pouvoirs s'étendaient à toute une communauté. Les sampy étaient souvent personnifiés.

## Histoire
Les sampy ont continué à être adorés jusqu'à leur destruction dans un autodafé par la reine Ranavalona II lors de sa conversion publique au christianisme en 1869.

## Description
L’objet est constitué d’une corne de zébu endurcie par chauffage et grattée pour lisser sa surface. Il est ensuite décoré de petites graines colorées, de tissu ou de cuir. Il peut comporter une ceinture en ficelle ou en cuir qui permet de le porter comme un collier autour du cou ou comme un petit sac sur l’épaule. Son contenu dépend de l’Ombiasy. Il peut y mettre des granules de terre consacrée, des graines de plantes magiques, des brindilles ainsi que d’autres ingrédients composés à la demande.

## Croyance
Un moara protège des maladies, des mauvais sorts, améliore la fécondité des femmes, apporte la prospérité et assure de bonnes récoltes. Les moara s’appliquent à toutes les circonstances de la vie.
Ces amulettes  sont souvent portées par des dahalo (pilleurs et voleurs de bétails locaux) ou par des personnes susceptibles de recevoir des balles d'armes à feu dans les zones à risques. Selon la croyance locale, le porteur du « Moara »  ne peut être transpercé par les balles. Il agit comme une barrière magique transformant les balles en gouttelettes d’eau ou en air (« rivotra »  en malgache). La valeur de la barrière dépend de la puissance de l’ombiasy et du prix payé pour l’obtention de la protection. Le moara accroit l'assurance des personnes au même titre que des gilets pare-balles.